# Famille Aubert
Pour les articles homonymes, voir Aubert.
Cette page explique l’histoire ou répertorie les différents membres de la famille Aubert.
La famille Aubert est une famille éteinte de la noblesse française originaire du Limousin, installée à Pompadour dès le XIIIe siècle. Une de ses branches a été en effet anoblie par le roi de France Philippe VI, par des lettres d'anoblissement données en mars 1338.
Cette famille a donné à l'Église catholique de nombreux religieux, dont le pape Innocent VI, ainsi que plusieurs évêques et cardinaux.

## Famille
- Étienne Aubert (?→1273), clerc après le décès de son épouse
  - Adhémar Aubert (ca 1255-1303)
    - Étienne Aubert (1282-1362) (pape Innocent VI)
    - Pierre Aubert (-1347), prieur du monastère de Grandmont
    - Fille Aubert, mariée au seigneur de Monteruc
      - Pierre de Monteruc (-1385), Cardinal

    - Guy Aubert (- après 1357), chevalier, époux de Marguerite de Livron
      - Guy II Aubert, dit le jeune (-1357), époux de Comtore de Cothet
      - Andouin Aubert (-1363), Évêque de Paris (1349), d'Auxerre (1350-1352), de Maguelone (1352-1353), Cardinal (1353)
      - Arnaud Aubert (-1371), Évêque d'Agde (février à octobre 1354), de Carcassonne (1354-1357), d'Auch (1357-1371)
      - Étienne Aubert (-1378), abbé de Saint-Alyre de Clermont (1340), Recteur du Comtat Venaissin (1370-1371)
      - Agnès Aubert, épouse de Ademar de la Ribeyrie, seigneur de Saint-Bonit en Limousin
      - Valérie Aubert, épouse en 1328, Bertrand, seigneur de Roffignac et des Vergnes
      - Gautier Aubert, seigneur de Mons-en-Puelle, Beyssac et Saint-Saturnin, époux de Jeanne d'Assac
        - Pierre Aubert
        - Étienne Aubert (-1369 Viterbo), Évêque de Carcassonne (1361-1368), Cardinal (1368)
        - Hugues Aubert (-1379), Évêque d'Albi (1355-1379)
        - Galienne Aubert
        - Guillaume Aubert, chevalier, seigneur de Murat et de Monteil-de-Gelat, époux de Isabelle de Rochechouart, fille de Louis, vicomte de Rochechouart
          - Guillaume Aubert
          - Raynaud Aubert
          - Étienne Aubert, seigneur de Monteil-de-Gelat, Murat, Bré, La Roche d'Agoux et de Pensac, époux de Marie de Chaslus, fille de Robert, seigneur d'Entragues
            - Guillaume Aubert
            - Catherine Aubert dite de Chaslus, dame de Botheon, épouse de Randon de Joyeuse, fils de Louis de Joyeuse
            - Gilbert Aubert, chevalier, seigneur de Monteil-de-Gelat, époux de Catherine de Chazeron, fille d'Oudart de Chazeron
              - Jacques Aubert, seigneur de Monteil-de-Gelat, de la Roche-d'Agoux, d'Entragues et de Pensac, époux d'Antoinette de la Tour, fille d'Annet de la Tour
              - Guy Aubert, seigneur de Mons, époux d'Ennemonde, dame de Bulbon et de Thor
                - Raimond Aubert, chevalier, seigneur de Bulbon et de Thor (-1390), époux de Catherine de Monteruc, nièce de Pierre de Monteruc (voir plus haut)
                - Elzear Aubert, chanoine et custode de l'église de Lyon, puis seigneur de Bulbon et de Thor, épouse en 1392, Perrette de Brogny, nièce du cardinal de Viviers
                - Jean Aubert, chanoine et custode de l’église par résignation de son frère Elzear

## Pour approfondir